# Alfred Blake
Alfred Lapthorn Blake (Gosport, 6 ottobre 1915 – Port Royal, 17 novembre 2013) è stato un ufficiale e politico britannico.

## Biografia
Studiò presso la Dauntsey's School. Si laureò in giurisprudenza presso l'Università di Londra nel 1938.

## Servizio militare
Allo scoppio della seconda guerra mondiale, partì come volontario. Fu uno dei primi 14 civili ad essere commissionato nei Royal Marines durante la guerra. Frequentò e superò il corso militare presso il Staff College, a Camberley. Nel 1943, è stato trasferito in Italia sotto il comando di Tom Churchill del 2° Special Service Brigade. Preso parte alle Sbarco di Anzio, nel gennaio 1944. Il 17 gennaio 1944 venne promosso a maggiore. Sbarcò in Albania e fu coinvolto nell'assedio di Saranda il 9 ottobre 1944 e nella liberazione di Corfù il 14 ottobre 1944.
Nel dicembre 1944 è stato nominato secondo in comando del 45 Commando con sede nei Paesi Bassi. Il 23 marzo è stato nominato tenente colonnello e prese il comando della 45 Commando. Nell'aprile 1945 tornò nel Regno Unito per comandare l'unità a Wrexham, nel Galles del Nord. Il 4 settembre 1945 fu nominato colonnello.. Fu congedato nel 1946.

## Carriera
Al ritorno alla vita civile, Blake è stato coinvolto nella creazione della Royal Marines Association. Nel 1948 entrò a far parte dei Blake Lapthorn, uno studio legale di Portsmouth fondato da suo nonno nel 1869 divenendone socio nel 1949. Si ritirò nel 1985, ma continuò come consulente fino al 1999.
Venne eletto consigliere comunale di Portsmouth e ne fu sindaco (1958-1959).

## Morte
Morì il 17 novembre 2013 a Port Royal.